# Nocardia brasiliensis
Nocardia brasiliensis é uma espécie de bactéria pertencente ao gênero Nocardia.
Como a maioria dos membros das Actinobacteria, contêm alto teor de Guanina e Citosina.
Pode causar Nocardiose.